# Cabo Lucrecia
Das Cabo Lucrecia, auch Kap Lucrecia und Punta Lucrecia genannt, liegt etwa 25 Kilometer östlich der Stadt Guardalavaca auf Kuba.

## Geographie
Es handelt sich um eine Kalksteinküste mit zahlreichen versteinerten Muscheln, die durch die Meeresbrandung ausgewaschen wurde. Der Weg zum Ufer wird durch die spitzen Kalkauswaschungen behindert („Haifischzähne“). Der Küste vorgelagert liegen zahlreiche Korallenriffe. 

## Gebäude
Am Cabo Lucrecia gibt es ein altes spanische Atriumhaus mit großer Zisterne und Brunnen im Innenhof. Das Gebäude wird als Wohn- und Arbeitshaus für die Angestellten der Wetterstation genutzt. Im Jahr 2008 erreichte der Hurrikan Ike am Cabo Lucrecia die Insel Kuba und bewegte sich dann nördlich entlang der Küste.
Weit sichtbar ist der Leuchtturm, der seit 2002 wegen Bauschäden nicht mehr von Touristen bestiegen werden darf.

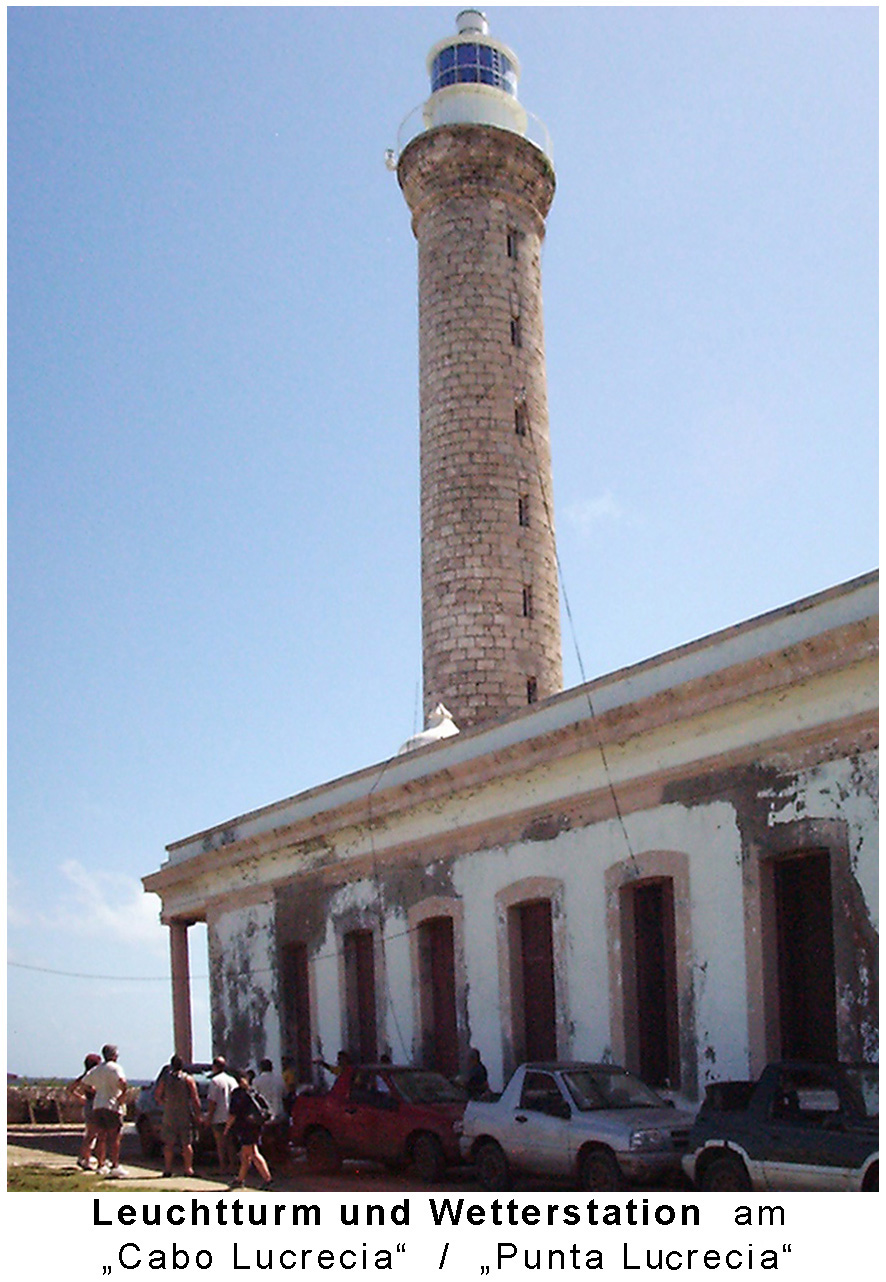
Leuchtturm und Wetterstation Cabo Lucrecia
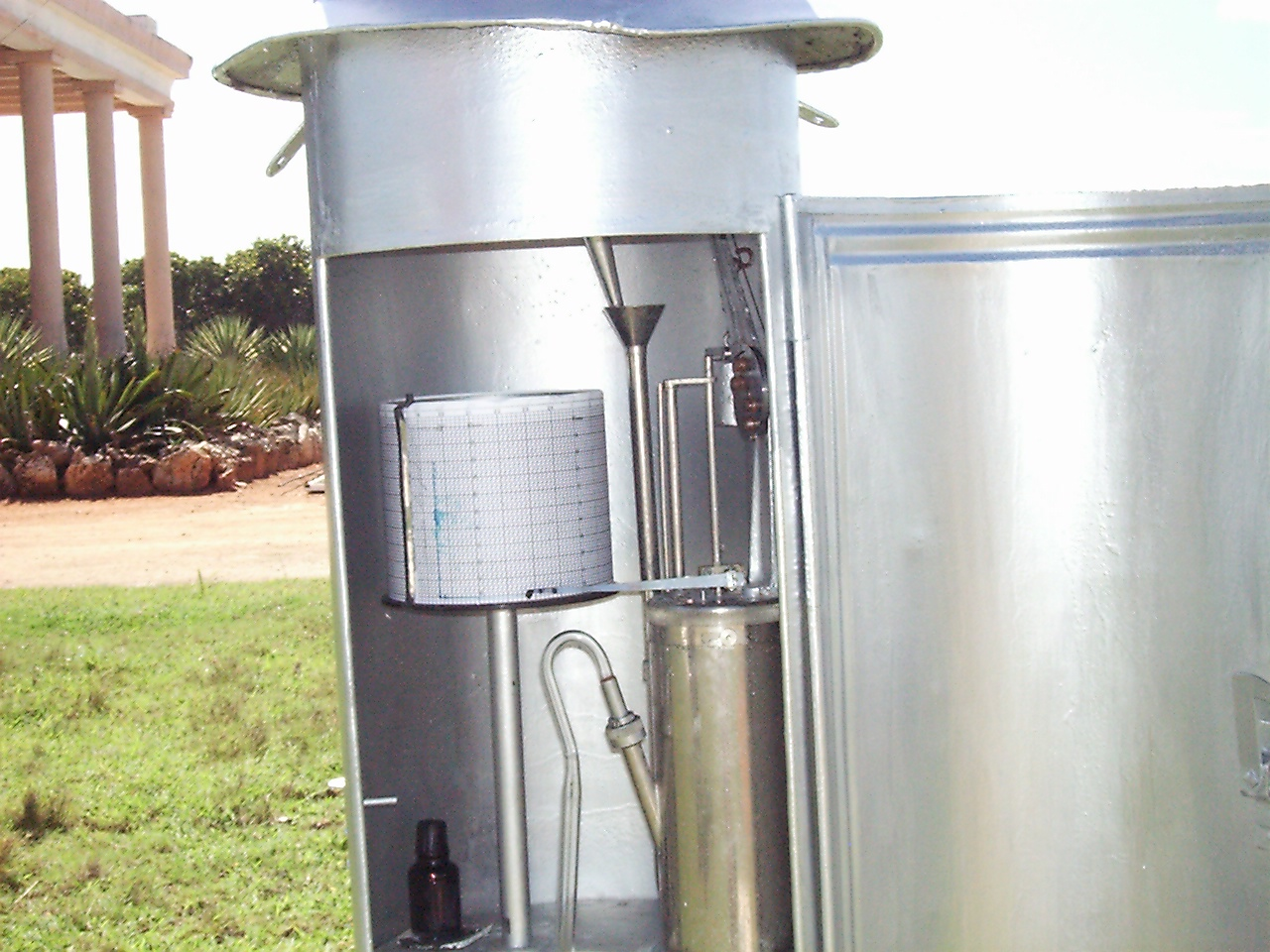
Datenmessstation Cabo Lucrecia
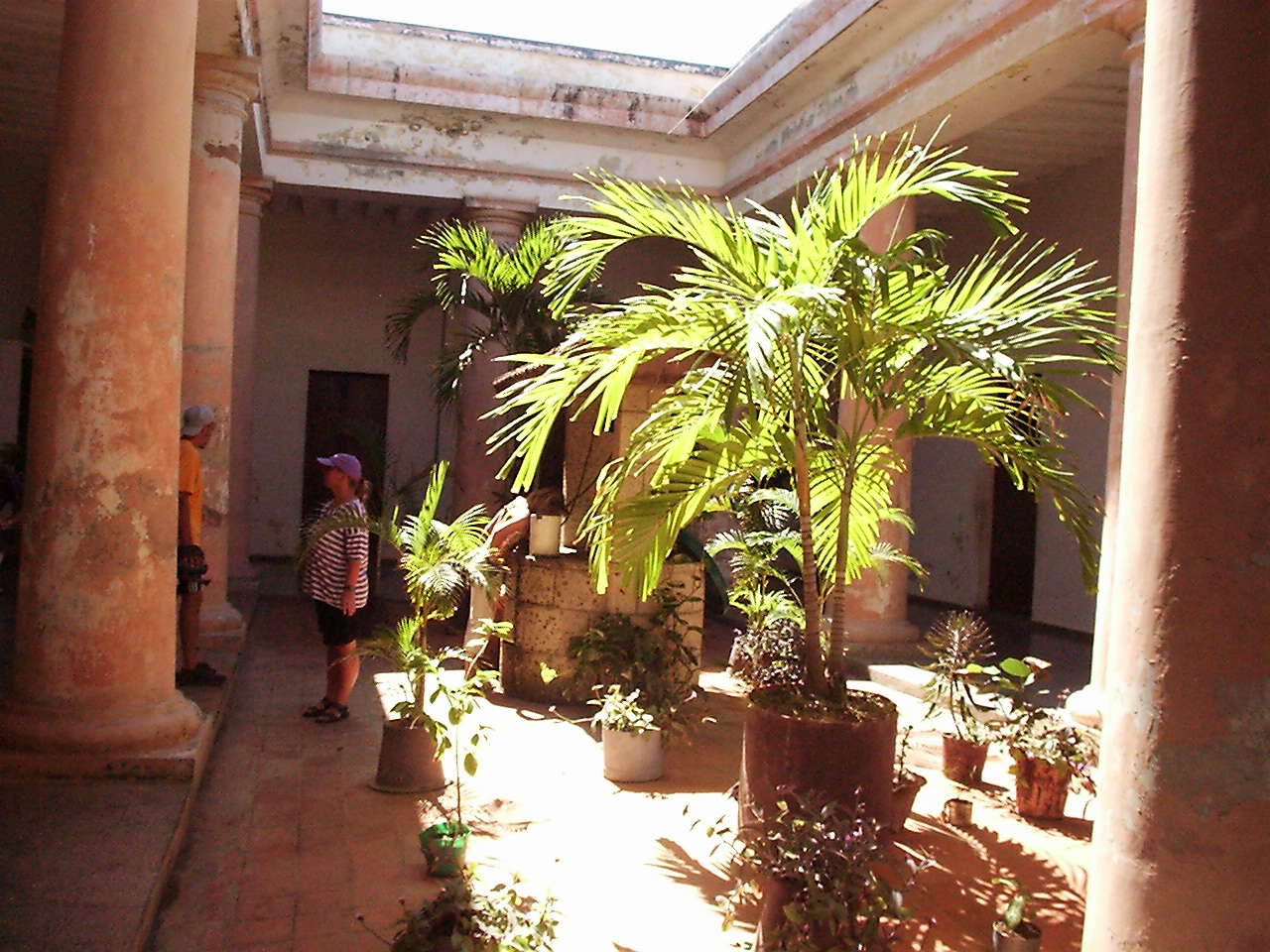
Innenhof der Wetterstation Cabo Lucrecia

Koordinaten: 21° 4′ 18,3″ N, 75° 37′ 13,4″ W